# Rimetea
Rimetea (węg. Torockó, niem. Eisenburg) – duża osada w środkowej Rumunii, w Siedmiogrodzie, w okręgu Alba.

## Usytuowanie i demografia
Miejscowość posiada 584 mieszkańców (2011), z których około 80% stanowią węgierskojęzyczni Seklerzy. Rimetea położona jest u podnóża niezwykle malowniczej Góry Seklerskiej (rum. Piatra Secuiului, węg. Székelykő; 1129 m n.p.m.). W miejscowości zachował się dawny układ architektoniczny z zespołem niemal identycznych XVIII-wiecznych domów mieszkalnych wzniesionych w stylu sasko-siedmiogrodzkim.

## Historia
Rimetea założona została w XIII wieku, kiedy to odkryto w okolicy złoża złota. Szybko stała się bogatą osadą górniczą, zamieszkiwaną głównie przez osadników węgierskich, niemieckich i austriackich. Wydobywane w okolicy złoto przetapiano w Rimetei na monety. W okresie rozwoju górnictwa była to zamożna królewska osada. W 1568 roku wszyscy mieszkańcy przeszli na unitarianizm.
W górskim wąwozie w pobliżu Rimetei w 1601 r. został zamordowany Michał Waleczny (rum. Mihai Viteazul), władca Wołoszczyzny, który zdołał podporządkować sobie także Mołdawię i Siedmiogród.
Po 1880 roku Rimetea zaczęła upadać z powodu wyczerpania zasobów kruszców. Mieszkańcy zajęli się wówczas rolnictwem i hodowlą.

## Konserwacja
W latach 90. XX wieku przeprowadzono kompleksową konserwację zabudowy miasteczka, odnowiono 160 zabytkowych domów i kościół unitariański z XVIII wieku. Działania konserwatorskie przeprowadziła brytyjsko-rumuńska fundacja Transylvania Trust. Prace obejmowały odnowienie fasad, remonty dachów oraz konieczne prace konserwatorskie. Naprawiono też zabytkowe bramy, a metalowe zastąpiono drewnianymi. W roku 1999 prace w Rimetei zostały nagrodzone medalem Europa Nostra.
Władze prowadzą obecnie starania o wpisanie miejscowości na listę światowego dziedzictwa UNESCO. Od 1999 r. wieś znajduje się pod opieką federacji Europa Nostra. Rimetea jest ośrodkiem turystycznym odwiedzanym przede wszystkim przez gości z Węgier.

## Zabytki
Najstarszy budynek pochodzi z 1668 roku i został odnowiony po 2004 roku. Znajduje się tu również najstarszy działający młyn wodny w regionie (z XVIII wieku). Obok młyna znajduje się kuźnia. W centrum  miasta przy głównego placu znajduje się cerkiew prawosławna i kościół unitariański z XVIII wieku. Został zbudowany na miejscu średniowiecznego kościoła w latach 1780-1804, jego najstarszą częścią jest wieża podwyższona w 1670 roku. Warto odwiedzić cmentarz na którym niektóre groby zostały wykute w skale.
W 1952 roku w ratuszu zostało otwarte lokalne muzeum etnograficzne, które posiada kolekcję tradycyjnych przedmiotów zebranych przez  mieszkańców. Wystawa pokazuje tradycyjne zajęcia mieszkańców tego obszaru, związki z górnictwem, hutnictwem i obróbką drewna.

## Przypisy

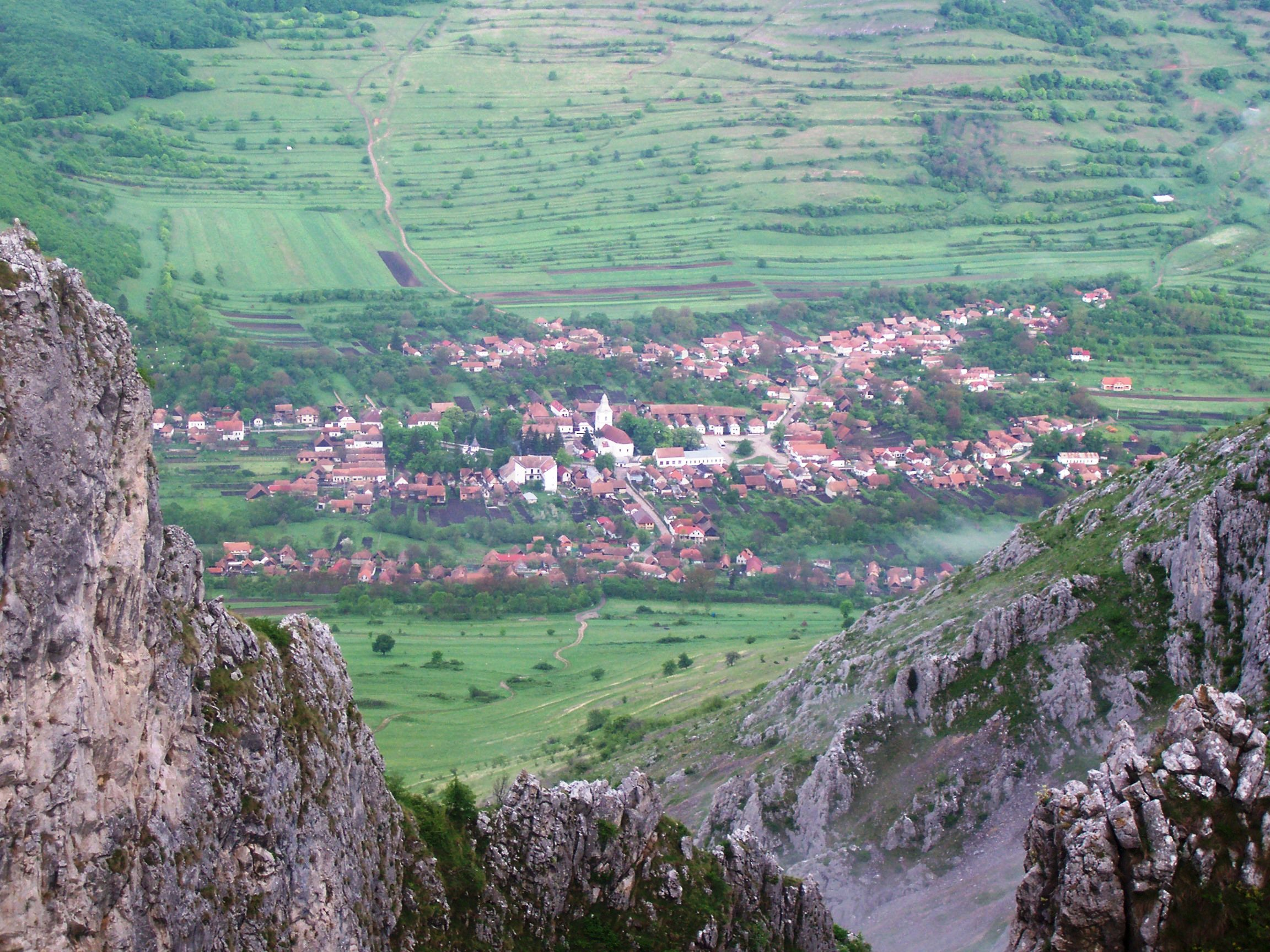
Widok wsi z wąwozu, którym prowadzi szlak na Skałę Seklerów.
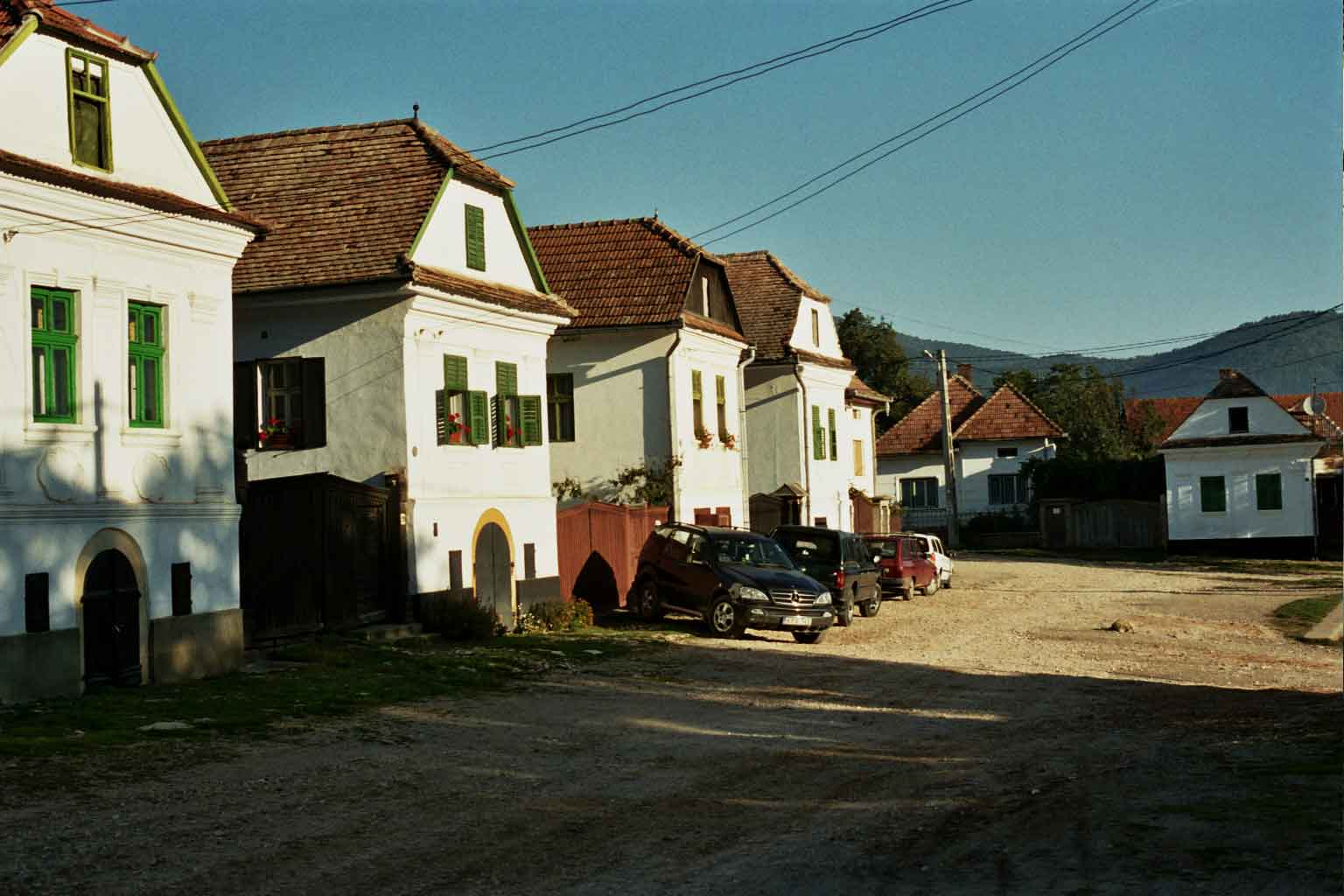
Odrestaurowane domy przy rynku.
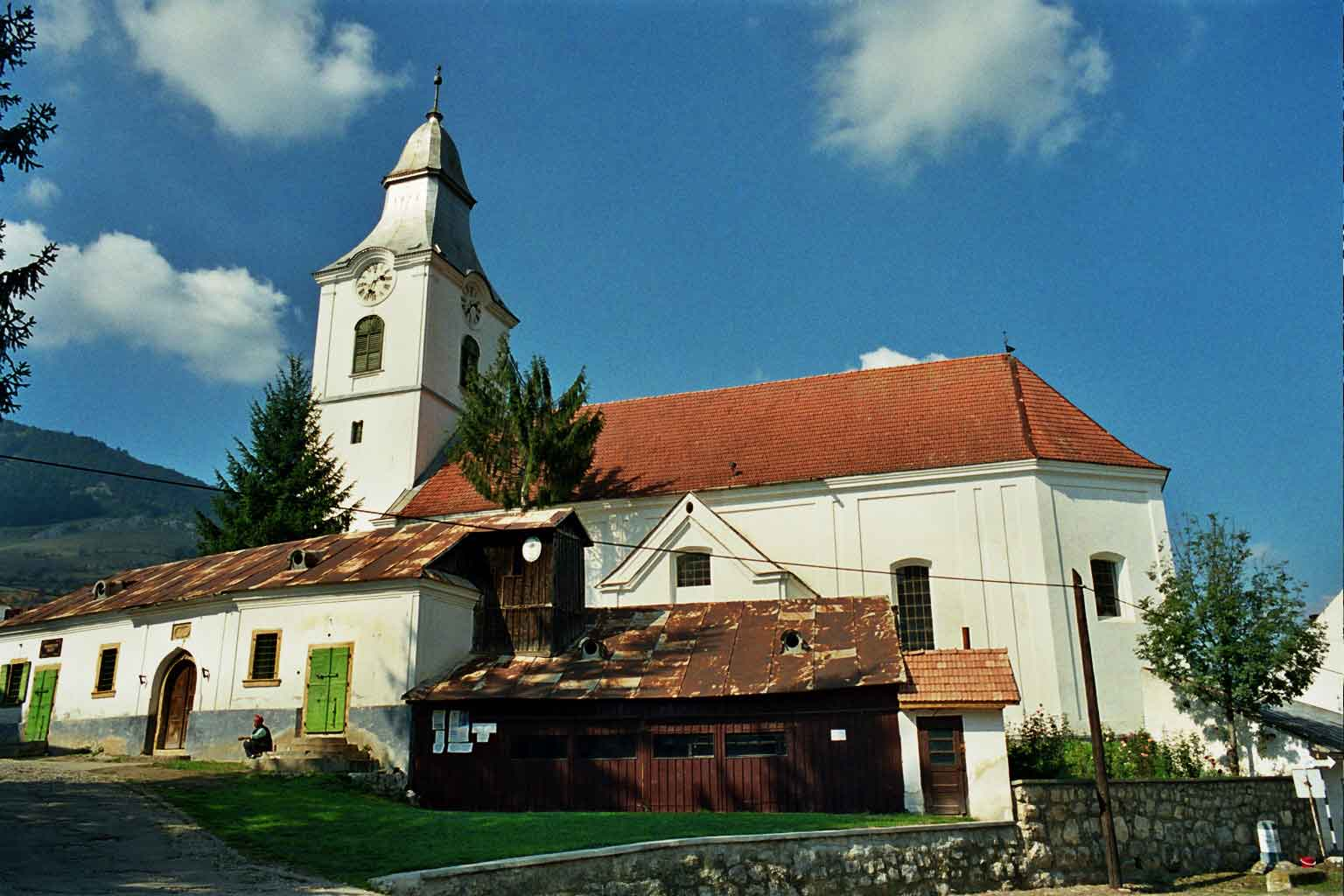
Kościół unitariański.